# Josef Briné
Knut Josef Jonsson, känd som Josef Briné, född 27 februari 1899 i Storvik, Ovansjö, död där 1 mars 1976, var en svensk kompositör och musiker. Han är svärfar till Björn Gustafson.
Briné tonsatte bland annat "Nasarevalsen", med text av Nils Ferlin. Han komponerade också musiken till dokumentärfilmen Tornebygd (1943). Briné belönades 1961 med ett SKAP-stipendium.

## Filmmusik
- 1943 – Tornebygd – med en ensemble ur Hovkapellet